# Kåre Berg
Kåre Olaf Berg (ur. 8 września 1932 w Gran, zm. 12 grudnia 2021 tamże) – norweski skoczek narciarski, trzynasty zawodnik Zimowych Igrzysk Olimpijskich 1960.
Na Zimowych Igrzyskach Olimpijskich 1960 w Squaw Valley uczestniczył w konkursie skoków na skoczni normalnej i zajął trzynaste miejsce.

## Osiągnięcia

### Igrzyska olimpijskie
| Igrzyska           | Data           | Skocznia | Konkurs | Skok 1    | Skok 1 | Skok 2    | Skok 2 | Nota łączna | Miejsce | Strata | Zwycięzca        | Źródło |
| Igrzyska           | Data           | Skocznia | Konkurs | Odległość | Nota   | Odległość | Nota   | Nota łączna | Miejsce | Strata | Zwycięzca        | Źródło |
| ------------------ | -------------- | -------- | ------- | --------- | ------ | --------- | ------ | ----------- | ------- | ------ | ---------------- | ------ |
| 1960, Squaw Valley | 28 lutego 1960 | normalna | ind.    | 83,0      | 100,7  | 81,5      | 106,7  | 207,4       | 13.     | 22,6   | Helmut Recknagel | [ 3 ]  |